# Hotel Mumbai
A Hotel Mumbai 2019-ben bemutatott ausztrál-indiai-amerikai életrajzi-thriller, melyet Anthony Maras rendezett, valamint társszerzőjével, John Collee-val együtt írt. A főszereplők Dev Patel, Armie Hammer, Nazanin Boniadi, Anupam Kher, Tilda Cobham-Hervey, Jason Isaacs, Suhail Nayyar, Nagesh Bhosle és Nataša Liu Bordizzo.
Az Amerikai Egyesült Államokban 2019. március 22-én mutatták be, míg Magyarországon egy hónappal később, a Vertigo Média Kft. forgalmazásában.
Premierje a Torontói Nemzetközi Filmfesztiválon volt 2018. szeptember 7-én, ausztrál premierjét az Adelaide Film Festival-on tartották 2018. október 10-én.
A film megtörtént események alapján készült, amelynek inspirációja a Mumbai túszdráma túlélése, a 2008-as indiai Taj Mahal Palace Hotelben történt Mumbai-támadást bemutatva.

## Cselekmény
2008. november 26-án – Arjun, mint pincér megkezdi munkáját az indiai Mumbaiban található Hotel Mumbai-ban, Hemant Oberoi főszakács vezetésével, aki emlékezteti a munkatársakat, hogy mindig a vendégek az "Isten". Aznap a vendégek között szerepel a brit muszlim örökös, Zahra és amerikai férje, David, csecsemő fiukkal, Cameronnal és a dajkával, Sally-vel.
Aznap éjjel 10 iszlamista terrorista, akiket egy "Bika" néven ismert férfi irányít, összehangolt fegyveres támadást indít Mumbaiban 12 helyszínen, köztük a hotel ellen is. Mivel a helyi rendőrség nincs megfelelően kiképezve egy ilyen támadás kezelésére, arra várnak, hogy a különleges erők megérkezzenek Új-Delhiből, de ez több órába telik. Az ezt követő káoszban Arjun, David, Zahra és Vaszilij csapdába esnek a hotel éttermében több más vendéggel együtt.
David átoson a terroristák között, és feljut az emeletre Sally-hez és Cameronhoz. Arjun követi Oberoi utasításait és kíséri a gondoskodása alatt álló vendégeket a Chambers Lounge-ba, a szálloda belsejében lévő exkluzív klubba, ahol remélhetőleg biztonságban maradnak. David, Sally és Cameron megpróbál újra csatlakozni hozzájuk, de a terroristák elkapják Davidet, miközben Sally és Cameron a szekrénybe zárkózva csapdába esnek. Davidet túszként megkötözik egy külön szobában, mivel tudják róla, hogy amerikai.
Eközben egy DC Vam nevű rendőr és partnere úgy dönt, hogy belép a hotelbe azzal a reménnyel, hogy elérheti a biztonsági szobát, ahol nyomon tudják követni a terroristák mozgását. Arjun megkísérel eljuttatni egy halálos sérülést szenvedett vendéget, Bree-t a kórházba. Mindketten összetalálkoznak a rendőrökkel, de Bree pánikba esik és elmenekül, majd az egyik terrorista végez vele. Arjun elkíséri a rendőröket a biztonsági szobába és rájönnek, hogy a terroristák a Chambers Lounge-ba készülnek betörni a korábban megölt rendőr azonosítása alapján. DC Vam rendőrtiszt megkéri Arjunt, hogy maradjon a szobában, míg rátámadnak a terroristákra és kiszabadítják a túszokat.
Oberoi tanácsa ellenére Zahra és Vaszilij úgy dönt, hogy elmenekül a helyiségből, de hamar elkapják őket. A terroristák fegyverrel kényszerítik Zahrát és Vaszilijt, hogy csatlakozzanak a többi túszhoz (beleértve David-et is), akik mind a földön fekszenek. Röviddel később Zahra és Vaszilij tervet eszel ki, de végül a nő csatlakozik férjéhez, aki a földön hátrakötözött kézzel hever.
Végül megérkeznek a különleges erők, majd Bika megparancsolja a terroristáknak, hogy lépjenek a terv végső szakaszába; a hotel felgyújtásához. A terroristák otthagyják sebesült társukat, Imrant, hogy fegyverrel őrizze a megkötözött túszokat. Bika azt mondja Imrannek, hogy öljön meg minden túszt, akik tehetetlenül fekszenek a padlón, miközben a csuklójuk meg van kötözve. Imran kivégzi Davidet és Vaszilijt is, és figyelmen kívül hagyja Bika parancsát, Zahra életét megkíméli, amikor a nő elkezd egy muszlim imát mondani. Bika ettől függetlenül parancsolja neki, hogy lője agyon, de a férfi a levegőbe lő, Zahra pedig kiszabadítja magát és elmenekül a helyszínről.
Arjun visszamegy Oberoi-hoz és evakuálja a fennmaradó vendégeket. A különleges erők megölik a terroristákat, és Zahrát kimenekítik Sallyvel és Cameronnal együtt. Miután a hotel ismét biztonságban van, Arjun hazatér és újra találkozik feleségével és lányával. Eközben a hotel munkatársai készülnek újra megnyitni a szállodát.
A záró jelenetben kiderül, hogy a támadás megtervezéséért felelős személyek szabadon maradtak a mai napig, ám a szállodát az eseményt követő hónapokban megjavították, és alkatrészeit felújították. A stáblista alatt emlékeket mutatnak a munkatársakról és a vendégekről, akik hősiesen harcoltak a Mumbai Hotelben.

## Szereplők
(Zárójelben a magyar hangok feltüntetve)
- Dev Patel – Arjun (Fehér Tibor)
- Armie Hammer – David (Makranczi Zalán)
- Nazanin Boniadi – Zahra (Bánfalvi Eszter)
- Tilda Cobham-Hervey – Sally, a csecsemő gondozója
- Anupam Kher – Hemant Oberoi séf (Törköly Levente)
- Jason Isaacs – Vaszilij (Epres Attila)
- Suhail Nayyar – Abdullah
- Manoj Mehra – Houssam
- Amandeep Singh – Imran
- Dinesh Kumar – Rashid
- Kapil Kumar Netra – Ajmal Kasab
- Amritpal Singh – Ismail Khan
- Natasha Liu Bordizzo – Bree
- Nagesh Bhosle – DC Vam
- Pawan Chopra – a „Bika” (hangja) (Végh Péter)
- Sandeep Bhojak – ajtónálló

## Filmkészítés
2016. február 11-én bejelentették, hogy Dev Patel és Armie Hammer szerepelni fognak a filmben, valamint Nazanin Boniadi, Teresa Palmer és Suhail Nayyar színésznők is, miközben Nikolaj Coster-Waldau és Anupam Kher tárgyalásokat folytattak; Palmer és Coster-Waldau végül nem vettek részt a projektben. John Collee és Anthony Maras írta a forgatókönyvet, amelyet Maras rendezett, míg Basil Iwanyk a filmet a Thunder Road Pictures keretein belül készítette.
Júniusban Tilda Cobham-Hervey csatlakozott a szereplőkhöz, miután Teresa Palmer korán vonult be a kórházba második terhessége miatt és augusztusban Jason Isaacs is csatlakozott. 2016. szeptember 7-én Natasha Liu Bordizzo csatlakozott a filmhez, hogy eljátssza Bree-t, aki egy támadásban elfogott turistát alakít.
A film forgatása 2016 augusztusában kezdődött az Adelaide filmstúdióban, amelyet a Dél-ausztrál filmtársaság irányít. A filmkészítés Indiában folytatódott 2017 elején.

## Megjelenés
2016 májusában a The Weinstein Company megszerezte az Amerikai Egyesült Államok és az Egyesült Királyság terjesztési jogát a filmhez. 2018 áprilisában azonban bejelentették, hogy a The Weinstein Company már nem terjeszti tovább a filmet. 2018. augusztusban a Bleecker Street és a ShivHans Pictures megszerezte a film amerikai terjesztési jogát.
A film világpremierjét a Torontói Nemzetközi Filmfesztiválon tartották 2018. szeptember 7-én. Ausztráliában a filmszínházi kiadást 2019. március 14-én adta ki az Icon Film Distribution, valamint az Egyesült Államokban, 2019. március 22-én. A tervek szerint az Egyesült Királyságban 2019 szeptemberében jelent meg a Sky Cinema és a NowTV részvételével. A Sky Cinemát "Sky Cinema Original" néven reklámozzák az Egyesült Királyságban.
A filmet a 2019. március 15-i christchurchi mecsetek elleni támadás miatt az új-zélandi mozikban nem játszották le, a bemutatókat március 28-ig felfüggesztették.
A Netflix-en úgy alakították ki, hogy a filmet Indiában és más Dél-Ázsia és Délkelet-ázsiai területeken terjessze. A Netflix azonban később elhagyta a filmet, miután szerződéses vita merült fel az indiai forgalmazóval, a Plus Holdings-szel. A filmet Indiában a Zee Studios és a Purpose Entertainment közreműködésével 2019. november 29-én jelenítették meg a moziban. A Zee Studios 2019. október 23-án bocsátotta ki a film első hivatalos előzetesét, hindi nyelven.